# Enrofloxacin
Enrofloxacin là một loại thuốc kháng sinh diệt khuẩn, có hoạt phổ kháng khuẩn rộng với vi khuẩn Gram âm và Gram dương. Thuốc có dạng bột, kết tinh màu trắng, ít tan trong nước, nhưng tan tốt trong dung môi hữu cơ.
Công thức hóa học là: C19H22FN3O3
Enrofloxacin được hấp thu tốt qua đường tiêu hóa của hầu hết động vật. Sau khi uống, Enrofloxacin phân bố chủ yếu ở gan, thận và phổi và thấp nhất là ở não.
Trong thú y, Enrofloxacin được chỉ định chữa các bệnh nhiễm khuẩn đơn, nhiễm khuẩn kép và Mycoplasma. Enrofloxacin được dùng phổ biến điều trị chữa các bệnh nhiễm khuẩn đường hô hấp, đường tiêu hóa hoặc nhiễm khuẩn kết hợp đường hô hấp và đường tiêu hóa ở vật nuôi.